# Hydropsyche catawba
Hydropsyche catawba là một loài Trichoptera trong họ Hydropsychidae. Chúng phân bố ở miền Tân bắc.